# Con trai

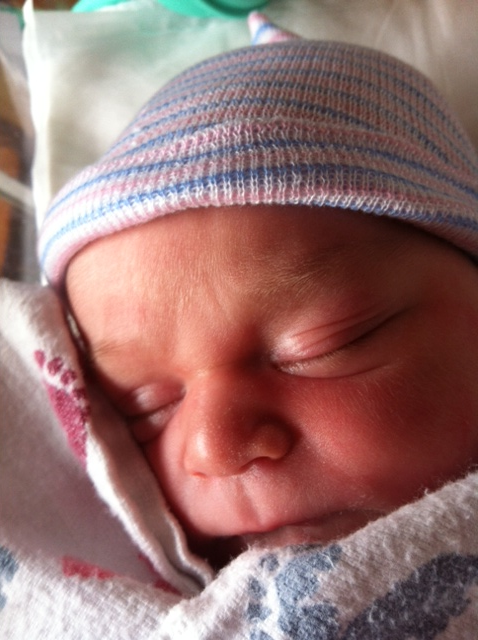
Bé trai mới sinh

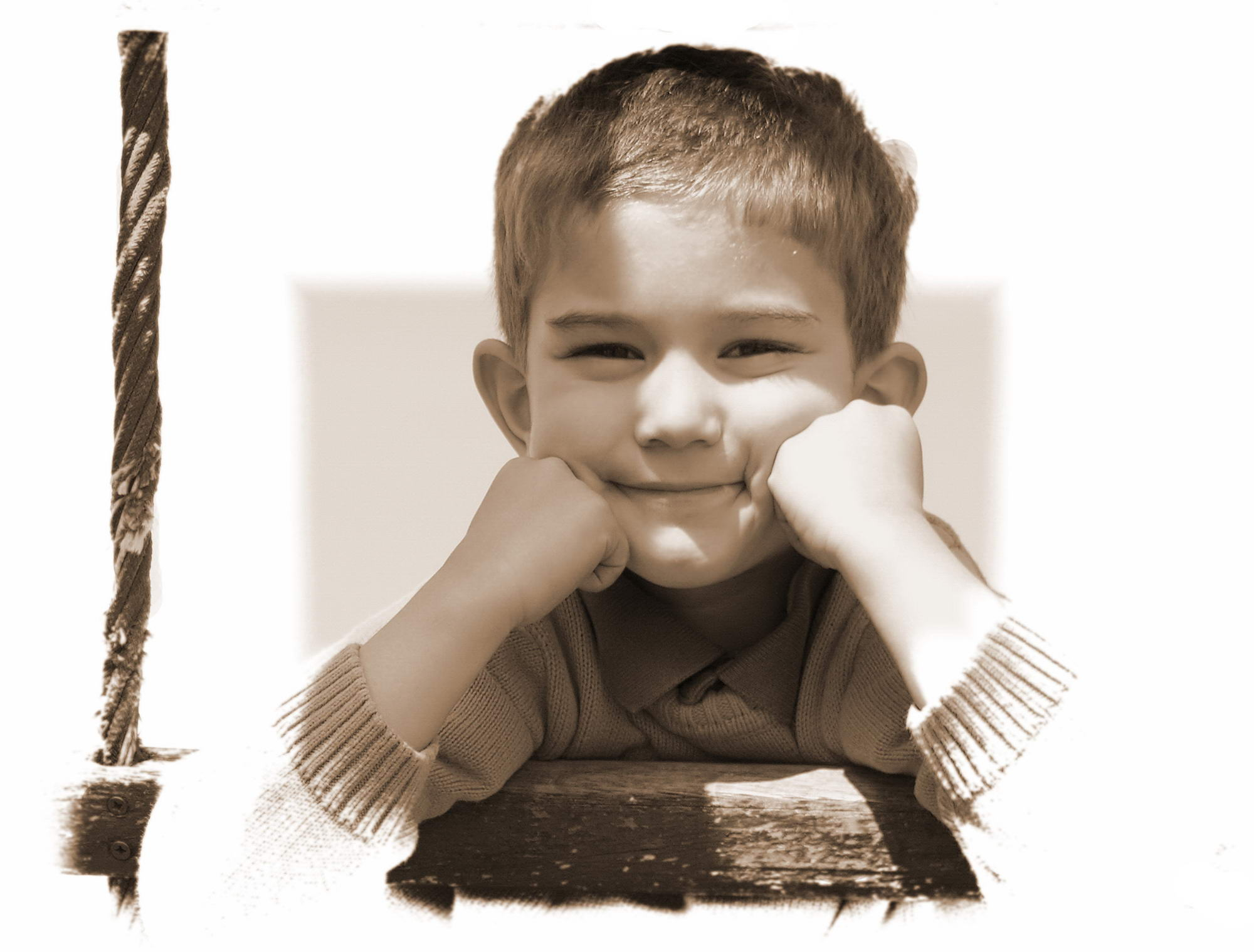
Một cậu bé Tây Ban Nha

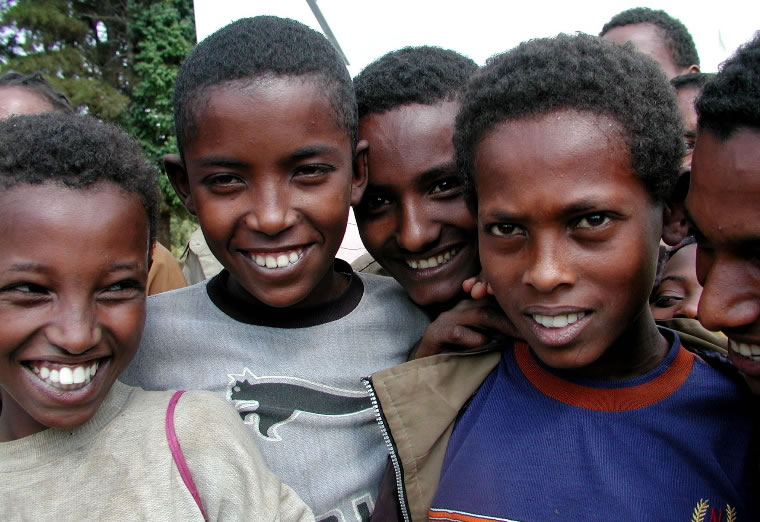
Thanh niên ở Ethiopia

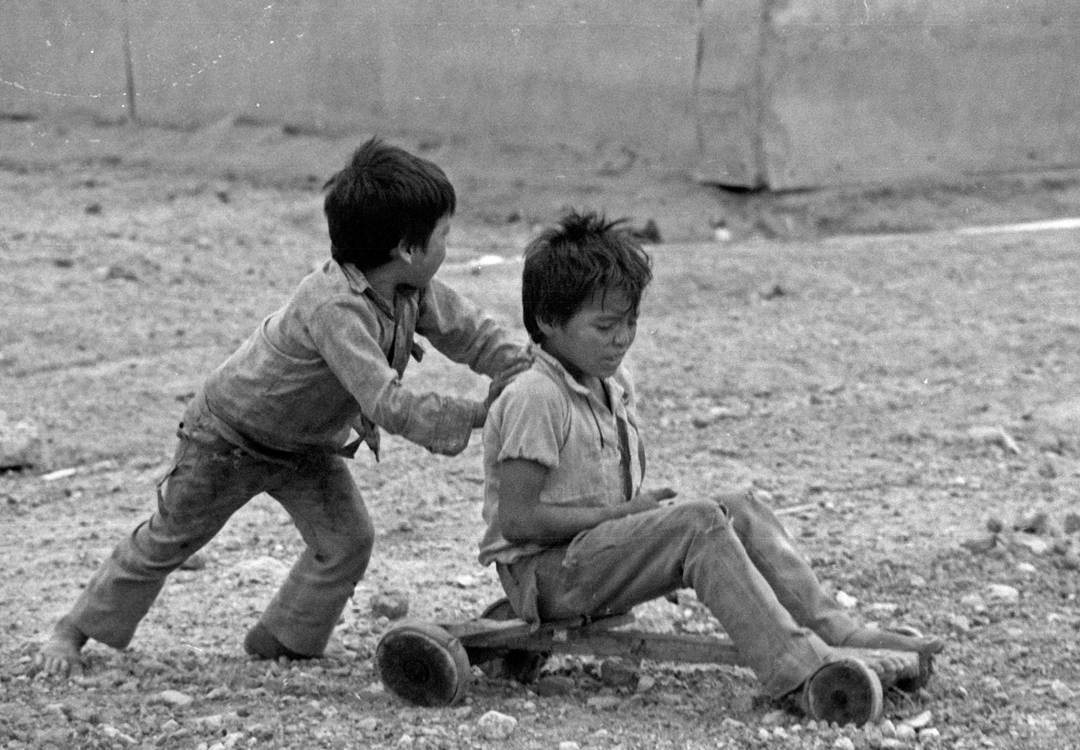
Hai cậu bé ở El Salvador

Con trai là một người nam còn trẻ, thường ám chỉ người nam đó còn là trẻ con hay vị thành niên. Khi anh ta trưởng thành, anh ta được gọi là một đàn ông. Điều khác biệt nhất giữa một người con trai và một người con gái là con trai thì có dương vật còn con gái thì có âm đạo.
Khái niệm "con trai" cơ bản là dùng để phân biệt giới tính về mặt sinh học, phân biệt giới về mặt xã hội hoặc cả hai. Sau này khái niệm đó cũng thường được áp dụng cho người đàn ông, có thể coi là chưa trưởng thành hoặc kém hơn trong một mối liên hệ thời niên thiếu. Khái niệm này cũng có thể kết hợp với một loạt các từ khác để tạo thành các từ ghép liên quan đến giới tính.

## Từ nguyên học

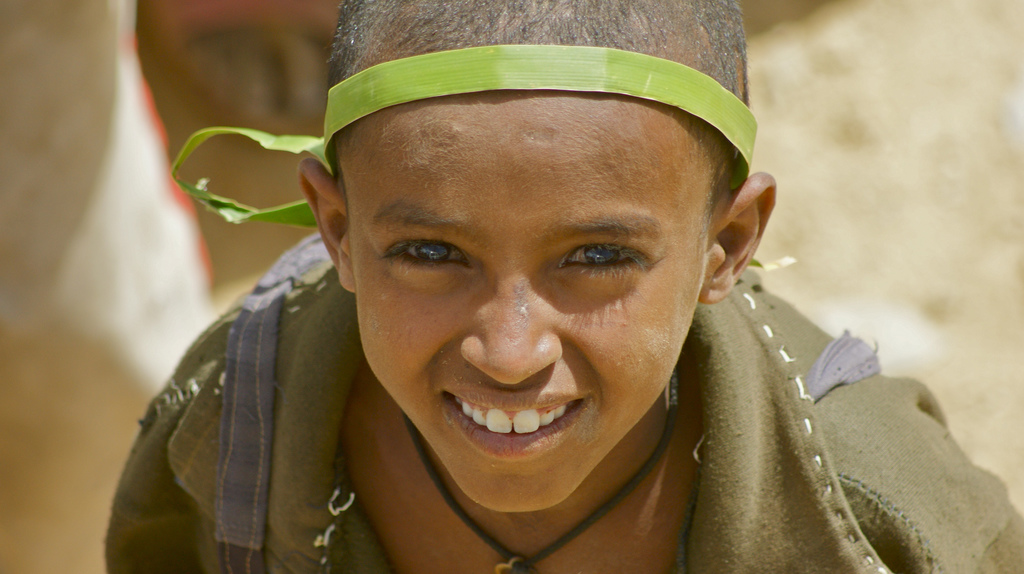
Cậu bé châu Phi người Ethiopia mỉm cười

Trong tiếng Anh, từ "boy" (con trai) bắt nguồn từ boi, boye ("con trai, đầy tớ") trong tiếng Anh Trung Đại, và có liên quan đến các từ khác như: từ boy trong Germanic, boi ("người đàn ông trẻ") trong Tiếng Đông Frisian và boai ("chàng trai") trong Tiếng Tây Frisia. Mặc dù nguồn gốc chính xác của từ "boy" còn chưa rõ ràng, tiếng Anh và các hình thức của tiếng Frisian có thể bắt nguồn từ *bō-ja ("em trai") trong tiếng Anglo-Frisian, *bō- ("anh em trai") - một từ gốc trong Germanic, từ *bhā- trong Proto-Indo-European, *bhāt- ("bố, anh trai"). Từ gốc cũng được tìm thấy từ boe ("anh em trai") trong Flemish, từ boa ("anh em trai") trong thổ ngữ Na Uy, và thông qua một biến thể nhân rộng *bō-bō-, bófi trong Tiếng Bắc Âu cổ, boef ("cao bồi, cậu bé") trong tiếng Hà Lan, Bube ("cao bồi, cậu bé, chàng trai") trong tiếng Đức. Ngoài ra, từ này có thể có liên hệ với từ Bōia, một tên người trong tiếng Anglo-Saxon.

## Đặc điểm của con trai
Các cuộc tranh luận về sự ảnh hưởng của tự nhiên và sự dưỡng dục trong việc hình thành nên hành vi của con trai và con gái làm dấy lên câu hỏi liệu vai trò của con trai chủ yếu là do sự khác biệt bẩm sinh hay do sự xã hội hóa. Những hình ảnh về các chàng trai trong văn học, nghệ thuật và văn hóa phổ thông thường thường chứng minh cho các giả định về vai trò giới.